# (142368) Majden
(142368) Majden est un astéroïde de la ceinture principale.

## Description
(142368) Majden est un astéroïde de la ceinture principale. Il fut découvert le 14 septembre 2002 à l'observatoire Palomar par Robert D. Matson. Il présente une orbite caractérisée par un demi-grand axe de 2,29 UA, une excentricité de 0,13 et une inclinaison de 0,9° par rapport à l'écliptique.

## Compléments